# Il Programmino di Gigi D’Agostino
Az Il Programmino di Gigi D'Agostino Gigi első rádióműsora volt, amit 2003/2004-ben játszottak az olasz Radio Italia Network-on. Gigi a műsor keretében univerzális zenei utazásra invitálta a hallgatókat, minden típusú, régi és új számokból készítette az adásait.
Az Il programmino di Gigi D'agostino című, a program legnépszerűbb dalaiból készült válogatáslemez  2003-ban jelent meg.

## Számlista

### CD1
1. Exch Pop True – Discoteca   5:20
2. DeVision – Drifting sideways   3:53
3. Naommon – I'm not ashamed   5:53
4. Soulkeeper – Deeper   3:23
5. Jay Jay Johanson – On the radio   6:12
6. Wolfsheim – The sparrows and the nightingales   6:45
7. DeVision – Digital dream   5:47
8. Wolfsheim – It's not too late   6:13
9. The Twins – Face to face, heart to heart (Re-recorded Version)   5:03
10. Lio - Amoureaux solitaires   3:33
11. Ken Laszlo – Inside my music   5:28
12. Gigi D'Agostino – Noi adesso e poi   7:43
13. Gigi D'Agostino – Bla bla bla 2003 (Blando mix)   6:13
14. Gianfranco Bortolotti & Gigi D'Agostino – Forrest Gump suite   6:19

### CD2
1. Gigi D'Agostino - Hymn   6:58
2. Egiziano – Clocks   6:39
3. Paul Van Dyk – For an angel   6:42
4. Gigi D'Agostino – Taurus   4:06
5. Nebular B – Liquid   6:39
6. Gigi D'Agostino – Caffé   4:17
7. Brinton McKay – 1K digit disco   6:18
8. Gigi D'Agostino – Passa   3:29
9. Gigi D'Agostino – Troppo   5:34
10. Gigi D'Agostino – Egiziano   3:46
11. Mr X & Mr Y – New world order   6:08
12. Gigi D'Agostino – Fomento   9:39
13. Allure – No more tears   9:10